# Tufo (Arquata del Tronto)
Tufo,  chiamato anche  Tufo d'Arquata, è una frazione del comune di Arquata del Tronto in provincia di Ascoli Piceno, nella regione Marche, e appartiene all'ente territoriale della Comunità montana del Tronto.
Il paese è noto per essere identificato con la mansio Ad Martis della Tabula Peutingeriana e conosciuto come l'unico centro della Diocesi di Ascoli Piceno in cui è stato celebrato un processo per stregoneria di cui sono rimaste sconosciute la sentenza e la sorte riservata all'accusata. Gli storici e i religiosi escludono che sia stato pronunciato un giudizio di condanna di morte sul rogo.

## Geografia fisica

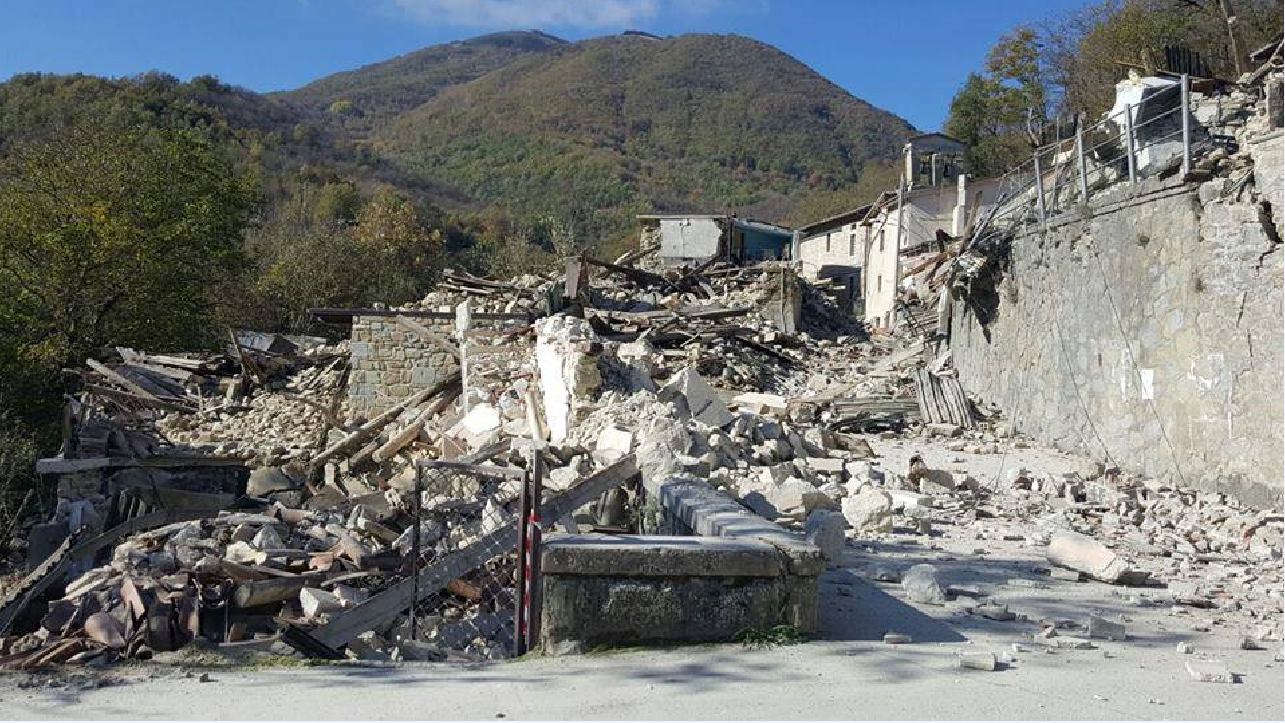
Tufo, ingresso del paese dopo il terremoto del 2016

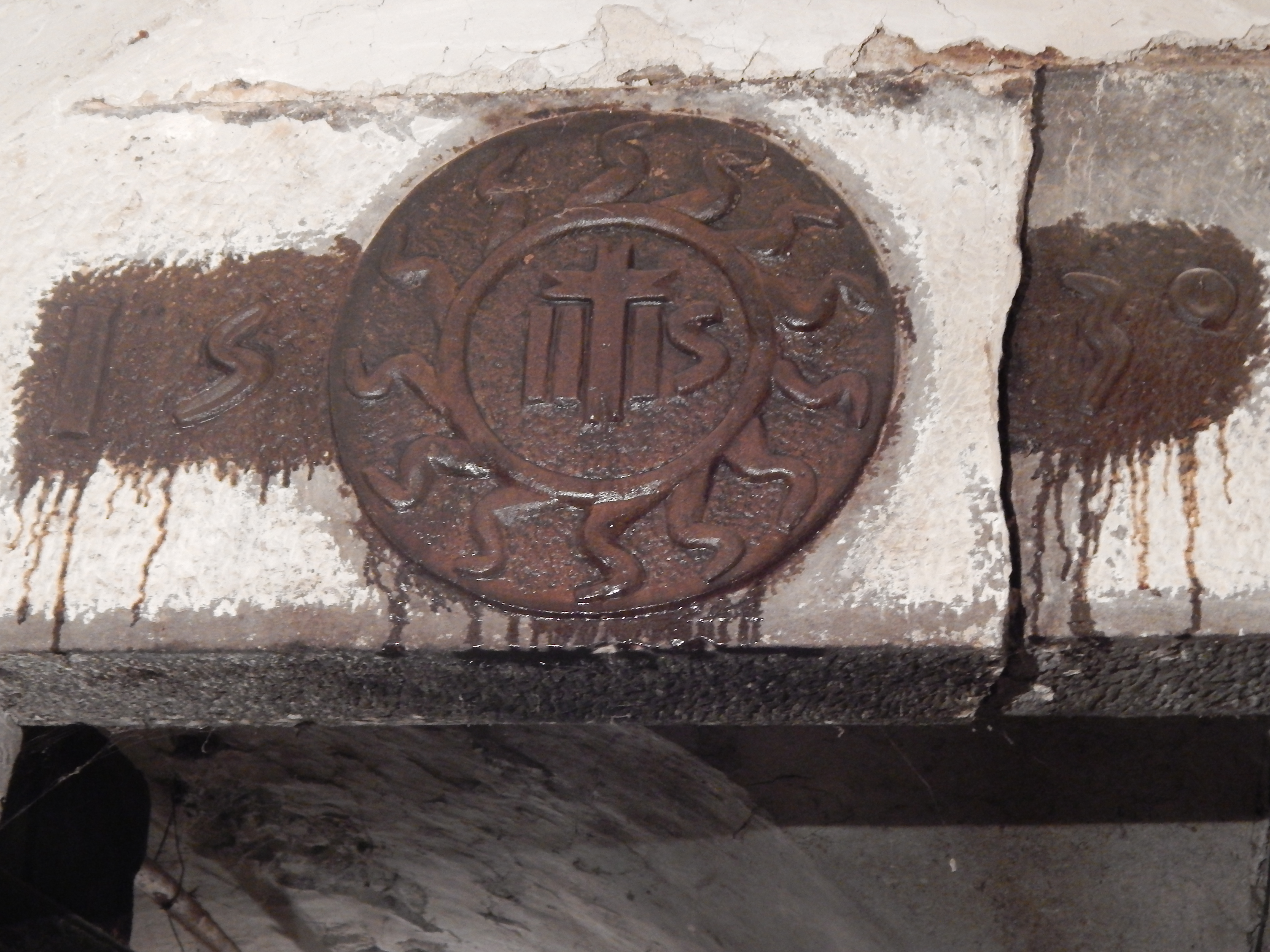
Cristogramma di san Bernardino da Siena su un architrave di una casa di Tufo

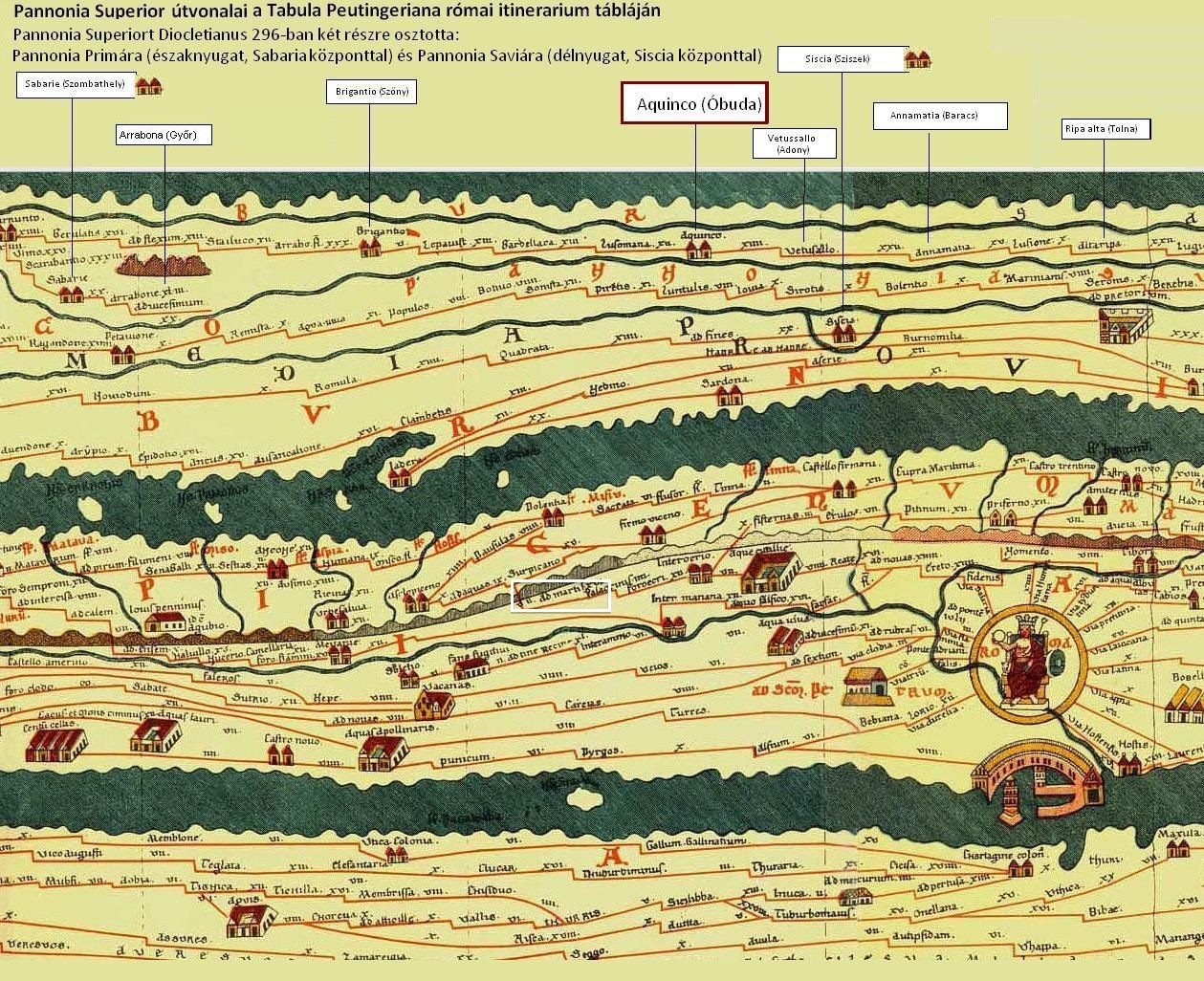
La mansio di Ad Martis, evidenziata da una cornice rettangolare bianca, corrispondente alla frazione di Tufo

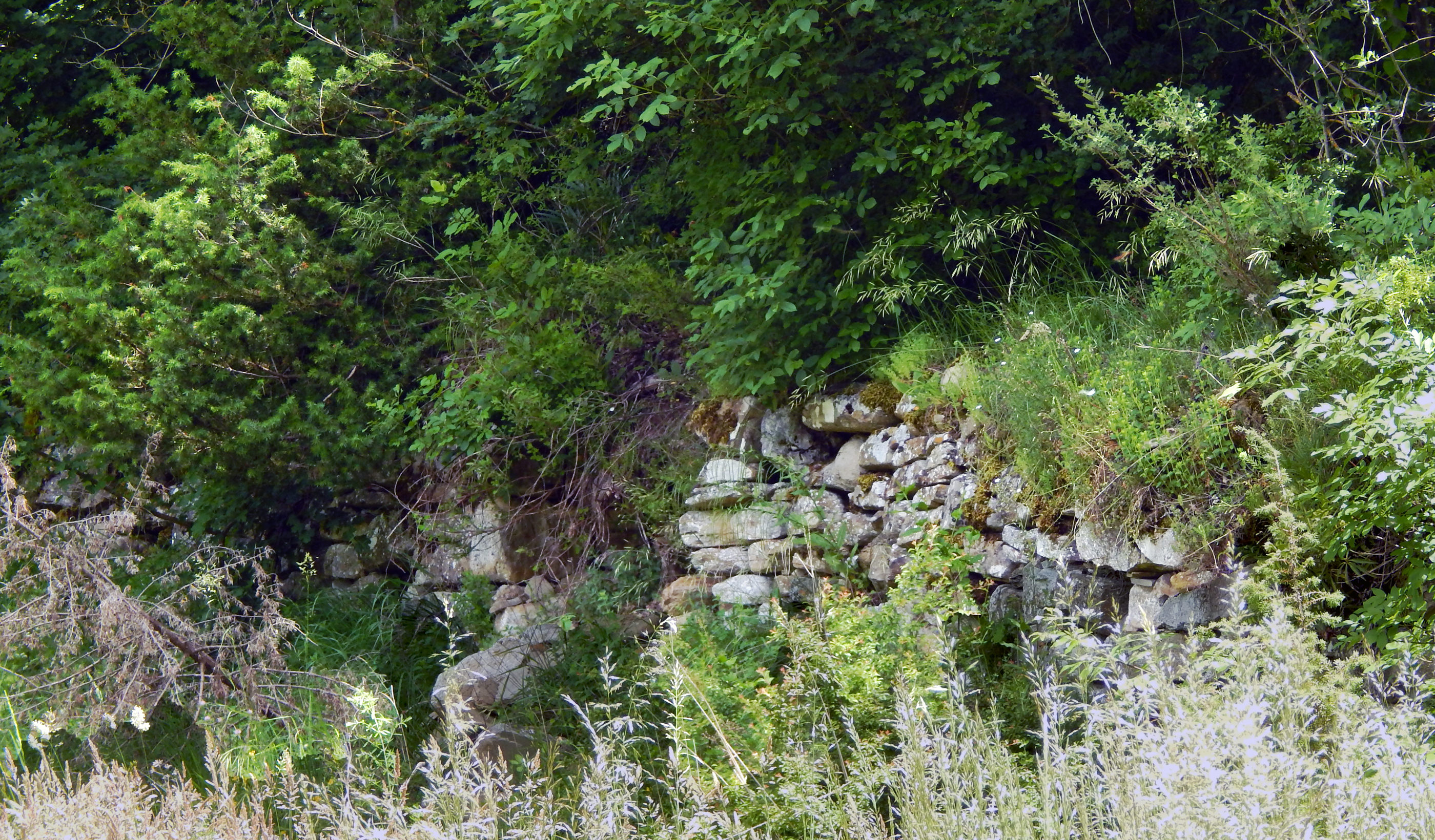
Muretto a secco lungo il sentiero che congiunge i paesi di Tufo e Grisciano

Il borgo è stato costruito su di un'altura a 721 m s.l.m., sulla sinistra orografica del corso fiume Tronto. È circondato da fitti boschi di faggio e conifere alternati da aree pascolive destinate alla pastorizia.
 
Il paese dista circa 37 km da Ascoli Piceno, 67,5 km dall'Adriatico, e 22 km da Norcia.

### Territorio
Il suo territorio si estende nell'Alta Valle del Tronto, all'interno dell'area naturale protetta del Parco nazionale dei Monti Sibillini e in parte con il Parco Nazionale Monti della Laga.
Il centro urbano si trova tra i paesi di Pescara del Tronto e Capodacqua, lungo la Strada Provinciale 129 che lo collega anche ad Arquata, Borgo, Trisungo e Grisciano (RI) e innesto con la SP64 che conduce a Capodacqua, Forca Canapine e Norcia. Il paese è attraversato dal tracciato del Sentiero europeo E1.
La fauna che popola il suo circondario è costituita, come per il resto del comune di Arquata, da varie specie di animali selvatici tra i quali, in maggior numero, i cinghiali. Si conta anche la presenza del picchio, del falco pellegrino, della lepre, del gatto selvatico, del tasso, dello scoiattolo, del riccio, dell'istrice, del capriolo, della volpe e della donnola.

## Origini del nome
Il toponimo è riconducibile al significato attribuito localmente al termine tufo con cui è indicata pietra arenaria che si trova nella zona e diffusamente impiegata come materiale da costruzione. Si tratta di una roccia simile a quella sedimentaria di origine vulcanica. Giulio Amadio ne riconduce la derivazione etimologica al lemma latino tofus o tophus, parola che definisce la pietra porosa e friabile.

## Storia
Le fonti documentali collocano il territorio del paese tra le proprietà della Dinastia Flavia, originaria della Sabina, nel I secolo d.C., quando sia questa località e sia tutta l'area dell'Alta Valle del Tronto appartenevano alla famiglia imperiale di Vespasiano.

### Le origini del paese
Gli storici identificano l'odierno paese di Tufo con la mansio Ad Martis della Via Salaria citata nella Tavola Peutingeriana. Tra questi si ricordano l'abate Giuseppe Colucci che aveva collocato la stazione di posta tra Arquata e Accumoli, poi Giuseppe Castelli che, nel 1886, nella sua pubblicazione La via consolare Salaria Roma Reate Asculum Adriaticum, con carta itineraria del Piceno, confermava la stessa posizione di corrispondenza del borgo e Nicolò Persichetti che, nell'analisi del percorso della consolare di epoca romana, scrive che il villaggio è nato da una mansio della Salaria nel territorio del Piceno. L'indagine di quest'ultimo studioso ha esplorato e analizzato i tre itinerari romani giunti alla nostra conoscenza:
- l'Itinerario Antonino, in cui sono elencate le stazioni di posta e le relative distanze tra l'una e l'altra;
- l'Itinerarium Gaditanum, inciso sui Bicchieri di Vicarello, concepito come un indice di luoghi in cui conveniva transitare tra le città di Cadice e Roma, dove si giunge a percorrendo la via Flaminia;
- la Tavola Peutingeriana, una carta descrittiva delle strade romane.[11] Persichetti rileva le diseguaglianze che differenziano i percorsi delle tavole pubblicate da Theodor Mommsen, nel Corpus Inscriptionum Latinarum,[12]  che mettono a confronto l'Itinerario antonino con la Tavola Peutingeriana. La mansio di Ad Martis è elencata solo nella carta consegnata a Konrad Peutinger, collocata tra Falacrine e Surpicano, la statio nei pressi di Arquata.[13]
 Quindi ripercorre con accuratezza anche il ragionamento di Filippo Cluverio, geografo storico, che aveva ricostruito il tragitto della Via Flaminia ed era giunto alla conclusione che Ad Martis fosse stata una mansio appartenuta solo a quella strada. Lo storico aquilano lo smentisce perché dimostra che vi sono due stazioni di posta chiamate Ad Martis, una sulla Salaria, tra Interocrio e Asculum Picenum, e un'altra sulla Flaminia, tra Narnia e Mevania, entrambe segnate al XVI miglio. Ne computa le distanze, calcolandole in miglia romane, seguendo il tracciato di allora della Salaria e conclude che dal risultato dovevano esistere due luoghi diversi, entrambi chiamati «Ad Martis o vicus Martis», uno situato in Umbria e l'altro nella Regio V Picenum, territorio dove c'era stata anche la presenza dei Sabini che avevano un importante culto per il dio Marte. Prende in considerazione anche il conteggio delle distanze tra Antrodoco e Ascoli ottenuto dalle misurazioni della Salaria, espresse in chilometri, effettuate dallo Stato Maggiore dell'Esercito Italiano e dallo Stato Maggiore dell'Esercito Austriaco,  li converte in miglia romane, e da questo complesso calcolo deduce che la: «Tabula diceva il vero quando tra Interocrium ed Asculum segnava miglia 58 di distanza»[14] Persichetti afferma che la strada proveniente dalla statio di Vico Badies si dirigeva verso la posta più antica, antecedente all'esistenza di Ad Martis, che si trovava in località «Campi di Sotto». A causa dei danneggiamenti arrecati alla sede viaria dalle piene del Tronto la posizione della carreggiata di fondovalle era stata spostata più a monte. Sulla sponda opposta della vallata, nella località denominata mansio Ad Martis[15] nacque Tufo, costruito su un'altura che ne garantiva la naturale difendibilità. Da Tufo, passando per i centri di Capodacqua, Forca Canapine e il Passo di San Pellegrino si raggiungeva la città di Norcia.[16]

### Cronologia
- 1185 - Sul finire del XII secolo, con il nome latino di «Tufum», il paese è elencato, insieme con «Speluncam», «Trisuncum» e altri borghi dell'Ascolano,[17] nell'atto che il vescovo Rinaldo I di Ascoli aveva inviato a «Federico Enobarbo», più noto come Federico Barbarossa, per supplicare la protezione dell'imperatore su sé stesso e sui beni della sua Chiesa. Niccolò Marcucci scrive che Barbarossa «con ogni prontezza lo favorì del sottoscritto Privilegio, conservato nell'Archivio della Cattedrale. Il documento mostra un sigillo, che pende, una scattola d'oro, e un pezzo rotondo di cera rossa con l'effigie da una parte dell'Imperatore, e con le lettere majuscole attorno FRIDERICUS DEI GRATIA ROMANORUM IMPERATOR AUGUSTUS; e dall'altra parte vi sta scolpita Roma con queste parole ROMA CAPUT MUNDI REGIT ORBIS FRENA ROTUNDI.»[18]
- 1255 - In questo anno, il paese di Tufo compare tra i possedimenti di Arquata nell'atto redatto il 7 agosto con cui la città di Norcia ha ceduto al Governo di Ascoli la Rocca insieme con i paesi di Accumoli, Sommati, Capodacqua,[19] Roccasalli e Terre Summatine.[20]
- 1430 – Anno della possibile datazione del passaggio di san Bernardino da Siena a Tufo, ricavabile dalla data scalpellata sull'architrave di una porta del borgo in cui compare il simbolo del sole raggiante con il cristogramma della sigla medioevale IHS, ossia del grafema del nome di Gesù, al centro di un cerchio. Il trigramma è stato diffuso dal minore francescano durante le sue predicazioni in questa zona, avvenute nel XV secolo.[21]
- 1595 - Nella relazione della visita pastorale del cardinale Girolamo Bernerio, avvenuta in questo anno, è stata rilevata e annoverata l'esistenza della Confraternita del Corpus Domini a Capodacqua e a Tufo.[22]
- 1816 - Il 14 aprile è incominciato il distacco della frana caduta dalla Cinta Malevara, causata da lunghe precipitazioni piovose cui si aggiungeva lo scioglimento delle nevi. Il geografo Roberto Almagià l'ha descritta come materiale marnoso che, con un movimento lento, in tre giorni è arrivata a seppellire parte del centro urbano. Dalle scritture dell'epoca si apprende che i segni del distacco sono stati monitorati dagli abitanti per alcuni giorni che hanno trascorso a svuotare le case prima di abbandonarle all'inevitabile destino di essere travolte e distrutte. Gli stessi si erano accampati lontano dalle abitazioni minacciate dal cedimento franoso. Il parroco, don Domenico De Gregori, aveva provveduto a rimuovere le campane, le statue e altri beni trasportabili dalla chiesa. La maggior parte degli edifici della frazione insisteva proprio nella zona che è stata ricoperta dallo smottamento del terreno, fra il ponte sul Fosso di Capodacqua e il ponte dell'Annunziata. Le dimore e la chiesa sono state travolte tra il 15 e il 16 aprile, parti di altri fabbricati non direttamente coinvolti dal dissesto sono caduti nei giorni che seguenti. Il 24 aprile il marchese aquilano di Pietra Catalla, inviato a Tufo dall'Intendente dell'Aquila, giurisdizione sotto cui ricadeva il paese, dopo aver osservato le condizioni del centro abitato lo ha dichiarato inabitabile.[23]
- 1823 - La «Villa di Tufo» è menzionata nel testo dell'Istorica descrizione del Regno di Napoli, con le parole: «Casale alle sponde d'un fiume, d'aria umida, Diocesi di Ascoli Pontificio, 4 miglia, e mezzo da Accumoli distante, e 30 dall'Aquila. È del Real patrimonio Mediceo. Produce grani, legumi, frutti, vini, castagne, ghiande, ed erbaggi. Fa di pop. 110.»[24]
- 1840 - Sul finire della prima metà del XIX secolo, il paese è stato ceduto, insieme con Capodacqua, allo Stato Pontificio in cambio di Trimezzo.[25]
- 1852 - Nel Dizionario corografico universale dell'Italia Tufo è descritto come: «Villaggio di Accumuli in provincia di Abruzzo ulteriore II. Presentemente è stato ceduto alla Stato Pontificale, nella nuova rettificazione della frontiera.»[26] In questo anno è stato stipulato il trattato con cui avveniva la cessione dei paesi di Tufo e Capodacqua da parte del Regno di Napoli allo Stato Pontificio. Mediante questo atto i due borghi che erano appartenuti fino ad allora ad Accumoli entrano nella territorialità del Comune di Arquata nella Delegazione apostolica di Ascoli.[27]
- Prima del 1889, anno di costruzione del cimitero di Tufo e Capodacqua, le salme venivano seppellite all’interno della chiesa antica, poi crollata con la frana del 1816 che coinvolse una parte di Tufo, sotto l’altare con due sepolture, una per i bambini e l’altra per gli adulti, mentre i non battezzati venivano sepolti, per consuetudine, fuori dalla chiesa molto probabilmente nei pressi delle mura perimetrali dove scolava l’acqua delle grondaie ritenuta purificatrice. Nonostante l’editto del 1806 imponesse la costruzione dei cimiteri fuori dai centri abitati soltanto molti anni dopo ebbe inizio la costruzione del cimitero di Tufo e Capodacqua.

### Il processo alla strega nel 1573
Nell'anno 1573, il vescovo uticense Giovanni Battista Maremonti si è recato in visita apostolica nel territorio della Chiesa ascolana a compimento dell'incarico ricevuto dal papa Gregorio XIII. In questo viaggio è stato accompagnato dal vescovo di Chiusi Salvatore Pacini. La visita del prelato era incominciata dalle zone della montagna arquatana e questi, dopo essersi recato anche in altri centri, il 13 settembre 1573 era giunto nella Villa di Tufo dove aveva appreso che vi fosse una donna, di nome Magdalena, figlia di Giovanni Clemente, che alcuni compaesani ritenevano fosse una strega. Il religioso, non avendo a disposizione il tempo necessario per raccogliere le testimonianze dei fatti per instruire il processo e inquisirla, ha affidato il compito di svolgere l'indagine al vicario foraneo di Arquata Felice Blasi. Le informazioni dello svolgimento del giudizio sono tratte dalle relazioni delle visite pastorali conservate presso l'Archivio storico vescovile di Ascoli Piceno.

Il procedimento a carico della sospettata e presunta strega Magadalena è stato presieduto dal notaio Fabrizio Lucio, che ha compilato gli atti e ha assistito a tutti gli interrogatori.
Dai documenti risulta che Magdalena ha avuto vari accusatori, quali: Crucianus Cairoli de Villa de Tufo, Arguila moglie di Berardino Chiapino, Moscatelli Domenico de Villa Capitis Acquae e Francesco Calandrea.

L'unico teste a favore della malcapitata è stato Berardo Petrangeli di Tufo che, nell'esposizione delle sue affermazioni, ha aperto uno squarcio sulla situazione di disagio sociale e di solitudine in cui viveva la donna.
Dagli atti è possibile leggere le trascrizioni delle dichiarazioni accusatorie rese dei testimoni.

Arguila aveva deposto e riferito che: «giacendo canto al fuoco a dormire 'na sera su le tre o quattro hore di notte,  svegliandosi aveva inteso un certo rumore per casa e, nettandosi gli occhi, vedde quando una donna gli era venutagli innanzi e rizzandosi per voler pigliarla pensando certamente che fosse strega, gli fuggi dinanzi et uscì di sotto all'uscio et si fece vento.»
Crucianus Cairoli confermava quanto detto da Arguila e, nella sua deposizione, si legge che aggiungeva ciò che aveva sentito dire: «che esso testimonia c'ha inteso dire pubblicamente quasi dalla maggior parte del popolo di Tufo che Magdalena di Giovanni Clemente del Tufo è strega et che più volte è andata a stregoneria et ha inteso dire a Arguila moglie di Berardino Chiapino ch'una notte gl'entrò in casa et aveva una creatura piccola et che volendola essa pigliare se n'uscì sotto l'uscio et non la potte tenere.» (…) «ch'ha inteso dire dalla maggior parte del popolo predetto che una volta donna Magdalena andò di notte a una cotta di carbone che faceva Berardo nella selva et con un mazzo gli voleva guastare detta cotta et in questo Berardo la pigliò per le trecce et essa donna Magdalena gli promise un paio di calce»
Domenico Moscatelli di Capodacqua affermava: «una tra l'altre andò a casa di Monte di Villa Nova ch'ora abita lì in Capo d'Acqua et aveva una creatura, et che gli levò quella creatura dal letto et che la madre accorgendosi subito cominciò a stridere et che questo la lasciò et deppoi ne fu sparsa la fama, et fu detto per cosa certa che era stata essa donna Magdalena et tanto si diceva di tutto il popolo di detta Villa et questo disse esser la verità.»
La deposizione di Francesco Calandrea asseriva che: «…s’è detto ch'è entrata in molte case questo anno la strega ma non s'è conosciuto chi sia ma sicuramente è Magdalena essendo che nella nostra Villa non si presuma che ci sia altra strega di lei»
Berardo Petrangeli è stato il solo teste che non ha riportato ulteriori accuse a carico della donna e si è limitato a dire, con lucida pietà, che la conosceva bene e che i compaesani la consideravano una strega perché era: «una mala femina (…) perché va vagabonda e non se ferma mai»
Di questo processo si conoscono solo le deposizioni raccolte, non si hanno notizie se sia arrivato a sentenza e dell'eventuale dispositivo enunciato nel provvedimento, delle motivazioni del contenuto decisionale di risposta alle accuse mosse contro Magdalena o di eventuali provvedimenti adottati nei confronti della donna. Sembra si possa concludere che non sia stato considerato un caso di stregoneria perché il cardinale Girolamo Bernerio, allora vescovo di Ascoli, nel sinodo diocesano del 1595, ha escluso l'esistenza di fatti di stregoneria in territorio ascolano. È ipotizzabile che la vicenda si sia conclusa con l'assoluzione o il proscioglimento della donna.

### Cippi di confine
A seguito della sottoscrizione del Trattato di Confinazione, siglato in Roma il 26 settembre 1840, frutto dei negoziati tra monsignor Pier Filippo Boatti e il cardinale Tommaso Bernetti, rappresentanti di papa Gregorio XVI, e il marchese Francesco Saverio del Carretto e il conte Giuseppe Costantino Ludolf, plenipotenziari di Ferdinando II, è stata ristabilita una precisa linea di frontiera per dividere lo Stato Pontificio dal Regno delle Due Sicilie. La posa dei cippi di confine è avvenuta tra il 1846 e il 1847. Nel territorio di Tufo hanno trovato collocazione i cippi compresi tra i numeri 587 e 591, impiantati come riportato nel IV Volume del Dizionario corografico universale dell'Italia del 1852. Le colonnette sono state elencate in ordine progressivo, seguendo il numero d'ordine di ciascun cippo, individuando il nome del luogo di collocazione nel Governo d'Arquata.
| Numero del Cippo di confine | Nome del luogo di collocazione nel Governo d'Arquata                                                | Attuale stato di conservazione                                                                 |
| --------------------------- | --------------------------------------------------------------------------------------------------- | ---------------------------------------------------------------------------------------------- |
| 587                         | Cima di Cacavallo                                                                                   | Esistente, poggiato a terra                                                                    |
| 588                         | Colle della Fonte                                                                                   | Frantumato e smantellato per la costruzione di una strada sterrataper il trasporto della legna |
| 589                         | Colle della Stanga                                                                                  | Disperso                                                                                       |
| 589(A)                      | Colle Luccio                                                                                        | Rimosso negli anni cinquanta del XX secolo                                                     |
| 589(B)                      | Vallone delle Castagne                                                                              | Località Colle della Casa, spostato e poggiato a terra nei pressi del Monte Rapino             |
| 589(C)                      | Fosso di Tufo,(detto anche: Fosso di Capodacqua o della Pescara a seconda del paese che attraversa) | Disperso                                                                                       |
| 590                         | Vena de’ Corvi                                                                                      | Parzialmente sgretolato, ne resta solo una modesta parte del basamento                         |
| 591                         | Fosso di Confine                                                                                    | Esistente, nei pressi di Casale Piciacchia a Grisciano                                         |

### Terremoto del 2016 e del 2017
Il centro abitato è stato colpito dai terremoti avvenuti negli anni 2016 e 2017 che ne hanno causato la quasi completa distruzione. Non si sono registrate vittime per i crolli degli edifici. Alla fine del mese di marzo del 2018 l'Esercito italiano del Comando Genio - Sesto Genio Pionieri e dei Reggimenti Guastatori ha provveduto alla rimozione delle macerie del centro urbano.

## Monumenti e luoghi d'interesse

### Architetture religiose

#### Chiesa della Santissima Maria Annunziata
La costruzione della chiesa della Santissima Maria Annunziata è ascrivibile al XVII secolo. L'edificio consacrato è stato elevato nella parte terminale del piccolo borgo. Il suo aspetto è connotato da caratteristiche architettoniche di essenziale semplicità. La facciata principale, coronata a spiovente, è aperta dall'ingresso e da un oculo. L'aula liturgica ha la copertura a capriate.  Il tessuto murario, realizzato con conci di pietra locale, reca i segni di vari rimaneggiamenti di opere conservative ed innalzamento della fabbrica avvenuti nel corso del tempo. Il campanile a vela accoglie 2 campane.  Al suo interno sono conservati una tela dipinta alla maniera di Guido Reni con la rappresentazione dell'Annunciazione, un crocifisso del XVI secolo ed un piccolo tabernacolo in legno che mostra tre lati ornati da figure. Il manufatto potrebbe appartenere ad una produzione della cultura umbra risalente alla prima metà del XVI secolo.
La chiesa è sede dell'eretta Confraternita intitolata alla Mater Dolorosa. Nelle occasioni ufficiali il laici, appartenenti alla congregazione, vestono una tunica bianca coperta da una mantellina azzurra.
Con il decreto emanato dal Ministero dell'Interno, in data 11 giugno 1986, e pubblicato sulla Gazzetta Ufficiale del 21 giugno dello stesso anno, sono state dichiarate estinte alcune parrocchie con la conseguente perdita di personalità giuridica. Tra queste è rientrata anche la Santissima Annunziata di Tufo che è stata assorbita dalla parrocchia di Santa Croce di Pescara del Tronto.
A seguito del parziale crollo provocato dalle scosse telluriche del 2016, la fabbrica consacrata è stata dichiarata inagibile. Dal suo interno, nel mese di dicembre 2016, i carabinieri del Nucleo tutela patrimonio culturale di Ancona ed i Vigili del fuoco di Pordenone, sotto la direzione di Pierluigi Moriconi, storico dell'arte della Soprintendenza archeologica belle arti e del paesaggio di Ancona, hanno portato al sicuro le opere ed i beni trasportabili del corredo della chiesa.  Tra questi, la statua lignea della Madonna risalente al 1500, il tabernacolo in legno dipinto e la croce astile, entrambi databili intorno al 1600, ed altri oggetti ascrivibili al XVIII ed al XIX secolo.

#### Relazione della visita pastorale del 1856
È possibile aggiungere ulteriori informazioni e riferimenti, legati alla storia di questa parrocchia dalla lettura della Relazione, redatta il 16 luglio dell'anno 1856, dal parroco Nicola Smargiassi in occasione della visita pastorale del vescovo di Ascoli Carlo Belgrado e conservata presso l'Archivio storico diocesano di Ascoli Piceno, tra le carte del fascicolo n. 6, della Congregazione N. 4 di Arquata del Tronto.
Dalla lettura del documento si apprende che l'erezione di questa parrocchia è «così ignota» che non è stato possibile «rinvenire come si fosse cambiato il titolo di essa. Dopodiché prima veniva denominata Parrocchia di S. Giovanni Battista e quindi dopo demolita forse l'altra diruta Chiesa, si disse Parrocchia di Maria SS.ma Annunziata.» Il compilatore aggiunge, inoltre, che dal «liminare di essa Chiesa», ossia dalla soglia «si scorge il millesimo 1705 quando forse essa fu eretta o restaurata.»
La lunga esposizione evidenzia le caratteristiche e le necessità della fabbrica religiosa sul finire del XIX secolo. L'edificio consacrato «presenta il bisogno di restauro e riatto.» Annovera gli arredi sacri ed il contenuto di due diversi reliquiari che conservano frammenti riferibili al Santo Velo di Maria Santissima ed a frammenti di ossa di san Biagio M., di san Venanzo M. e di san Rocco, con le rispettive autentiche. Inoltre, vi è scritto che non esistono indulgenze perpetue o temporanee, ma si sta pensando di ottenere quella Santissima Annunziata nella sua festività, di San Rocco, e della Santissima Addolorata, «avendo risoluto pigliar questa devozione ed erigere in suo onore altro altare e relativa Confraternita.»
Nel territorio della parrocchia non vi sono: oratori, monasteri e conventi, stabilimenti di educazione civile, cristiana o letteraria. Il parroco, se crederà, potrà farsi carico dell'educazione cristiana. Vi è un «Monte Frumentario quasi abbandonato». Si contano quattordici famiglie per un totale di 105 anime.
Segue il resoconto delle entrate e delle spese contabilizzato in scudi. Nell'elenco delle voci sono annoverati i proventi di reddito acquisiti nello «Stato attivo» consistenti in: quantità di grano misurate in «starrelle», «decime sacramentali», mosto quantificato in barili specificando che 2 barili corrispondono a una «salma» cui si attribuisce il valore di 2 scudi ed affitti di prati e castagneti. Lo «Stato passivo» comprende le voci di spesa per: le «messe pro populo», la cera della Candelora e per tutte le messe dell'anno, il vino acquistato per la festa della Santissima Annunziata, per il «macinato», per le Strade Provinciali, per i pesi comunali e per la «Dativa reale»
Nell'ultima parte della relazione si trovano le «Osservazioni»:
«La piccolezza della Parrocchia porta con sé la scarsezza degl'incerti di ogni genere. Se questa Parrocchia riscuote buon nome è effetto della propria fatica, considerandosi come semplice Beneficio, ma tanto in riguardo della povertà degli abitanti, quanto alla sterilità del territorio che è meschina benché la cura istessa abbia molta estesa superficie a ciò si aggiungono gli abusi della Colonia, a ridurre la quale appena basterà il potere di Vostra Eccellenza Reverendissima, mentre se il Parroco volesse richiamare al dovere legale i suoi filiali coloni sarebbe un attivarsi volontario a Dio, incorrere nell'indignazione del Superiore e correre perfino pericolo di vita, (…) si domanda la Congrua. Non è però sopportabile perdere il dominio di un terreno vitato in vicino colle che si possiede arbitrariamente dalla due famiglie (…) che gli hanno diviso e che si godono con tutta padronanza senza che possa il Parroco aumentare gli estagli, seminarvi quel che gli aggrada o andarvi a venderne in passaggio la coltura, del che reclama. Più si reclama la recinzione di un albero di noce nell'Enfiteusi che sta per (...) in persona di Benedetto e Genn D'antonio, pel che si era ottenuto Rescritto dalla f. m. Dizelli, e si è ritenuto come (…) inoperoso dal Pro-Vicario foraneo Salladini, siccome esiste tal albero, così se ne domanda giustizia. Siccome trovasi a migliorare il terreno (...) la fonte, così si domandano le facoltà, onde venisse da un atto regolare, e Legale ciò che ha relazione al morale si tratterrà (...) nell'atto della S. Visita Pastorale.»

### Architetture civili

#### Mulino ad acqua
Il mulino era stato costruito all'interno del tessuto urbano del borgo. In tempi antecedenti agli eventi sismici ne restavano tracce di un muro perimetrale ed alcuni meccanismi per il funzionamento.

#### Centrale Idroelettrica
Nella frazione, appena fuori dall'abitato, lungo la strada che porta a Capodacqua (Arquata del Tronto) c'è la Centrale idroelettrica di Capodacqua. L'edificio è stato fortemente danneggiato dai sismi del 2016 e attualmente la centrale è fuori servizio. È in corso la progettazione per la riattivazione.

## Infrastrutture e trasporti

### Strade
Il centro urbano è raggiungibile dalle Strade Provinciali, SP129 che lo collega alle frazioni di Pescara del Tronto, di Vezzano al capoluogo, Grisciano ed innesto con la SP64 che conduce a Capodacqua, Forca Canapine e Norcia .